# Arackar
Arackar (лат.) — род растительноядных завроподовых динозавров из группы титанозавров, обитавших на территории современного Чили в конце мелового периода. Представлен единственным видом — Arackar licanantay.

## Описание
Типовой вид назвали и описали в 2021 году Давид Рубилар-Роджерс, Александер Варгас, Бернардо Гонсалес Рига, Серхио Сото-Акунья, Джонатан Аларкон-Муньос, Хосе Ириарте-Диас, Карлос Аревало и Каролина Гатштейн. Название рода означает «кости народа атакама» на языке кунса. Название вида содержит отсылку к другому названию народа атакама — likanantaí, что с языка кунса примерно переводится как «жители территории».
Голотип SNGM-1/1-23 был найден в пустыне Атакама на севере Чили, в слоях формации Хорнитос (Hornitos Formation), которая относится ко времени кампана — маастрихта. Он состоит из двух шейных позвонков, трёх невральных дуг и трёх тел спинных позвонков, правой плечевой кости, левого бедра и левой седалищной кости. По мнению исследователей, образцы принадлежат молодой особи. Длина тела Arackar licanantay оценивается в 6,3 метра. Находка Arackar licanantay является наиболее полной среди образцов завропод, найденных на территории Чили.
При описании был определён ряд уникальных особенностей динозавра. Имеется достаточно широкая и глубокая впадина между выступом переднего сочленовного отростка и телом позвонка. Углубление между парапофизом (боковым отросток позвонка) и поперечным отростком проходит по всей передней части основания невральной дуги позвонка, но не выше позвоночного отверстия. Задние сочленовные отростки уже остистого отростка. Гребни между телом позвонка и задними сочленовными отростками укорочены.

## Филогения
Arackar licanantay был отнесён к группе Titanosauria, как родственный вид Isisaurus в кладе Lithostrotia.